# Airborne Express
Airborne Express war eine Expresslieferfirma und Frachtfluggesellschaft, die in Seattle, Washington ihren Sitz hatte. Sie hatte auch einen Zweitsitz in Wilmington, Ohio.

## Geschichte
Airborne wurde als Airborne Flower Traffic Association of California im Jahr 1946 gegründet, um Blumen in den Staat Hawaii zu bringen.
Airbornes erste 22 Jahre waren ziemlich glanzlos. Fortschritte wurden nur langsam gemacht und der Wettbewerb war praktisch nicht vorhanden. Aber 1968 begann die Fluggesellschaft zu wachsen. Als erste schloss sich Airborne mit Pacific Air Freight of Seattle zusammen. Dann ging der Firmenhauptsitz nach Seattle. Als Nächstes erfolgte die Umbenennung in Airborne Freight Corporation.
Elf Jahre gingen ins Land und 1980 änderte die Firma ihren Namen nochmals in Airborne Express und kaufte Midwest Air Charter. Airborne Express schrieb Geschichte, als sie als erste Fluggesellschaft einen eigenen Flughafen betrieb: die Clinton County Air Force Base in Wilmington.
1988 begann die Firma Tageslieferungen anzubieten, nachdem sie Sky Courier aufkaufte.
1991 bekam Airborne drei Großaufträge, einer davon war von Volvo und im Jahr 1992 gründete sie Flight-Ready SM, ein Prepaid-Expressbrief- und Paketesystem.
1993 führte Airborne den Lagerabwicklungs- und Vertriebsdienst Airborne Logistics System (ALS) ein.
1994 eröffnete Airborne die Ocean Services Division, das erste neue Filmvertriebsprogramm für Hollywood seit 1944. Außerdem knüpfte man Beziehungen mit Vietnam.
1995 schuf Airborne die Airborne Alliance Group, welche für viele Abteilungen der Firma sorgte. Airborne eröffnete eine zweite Landebahn in Wilmington und Boeing-767-Jets wurden der Flugzeugflotte hinzugefügt.
1996 hatte sich der Aktienwert verdreifacht, was im Februar 1998 zu einem Split von 1 zu 2 führte. Im gleichen Jahr wurde Airborne Brokerage Services gegründet.
1998 trat Airborne erstmals in die Fortune 500-Liste ein. Airbornes erste von 30 bestellten Boeing 767 wurden nach Wilmington geliefert und die Fluggesellschaft gewann einen Preis vom The Business Consumer Guide.
1999 formte Airborne mit dem US Postal Service eine Allianz, die Airborne@Home.
2000 war das Jahr der vielen Veränderungen:
- Carl Donaway wurde zum neuen Präsidenten des Unternehmens. Er setzte Veränderungen im Management durch.
- Start des ersten Bodenlieferdienstes seit Gründung der Firma.

2001 startete Airborne Express einen „Ground Delivery Service“ (Bodenlieferdienst) und einen „10:30 AM Delivery Service“ (Auslieferung am nächsten Tag vor halb elf Uhr). Airborne.com startete eigene Dienste wie das Small Business Center und Airborne eCourier.
Am 14. August 2003 stimmten Aktienbesitzer dem Zusammenschluss von Airborne und DHL zu. DHL hat seinen Firmensitz in Brüssel, Belgien. DHL gehört zu 100 Prozent der Deutsche Post World Net.
Der Zusammenschluss wurde 2004 endgültig. DHL übernahm Airbornes Bodenoperationen und lagerte seine Luftoperationen zu ABX Air, Inc. aus.

## Zwischenfälle
- Am 22. Dezember 1996 stürzte eine Douglas DC-8-63F der Airborne Express (N827AX) auf einem Testflug ab. Neben einer Reihe von anderen Manövern sollte ein Strömungsabriss simuliert werden. Dabei erlitt die Maschine einen tatsächlichen Strömungsabriss, aus dem die Besatzung sie nicht mehr abfangen konnte. Die DC-8 schlug bei Narrows, Virginia auf dem Boden auf. Alle sechs Personen an Bord der Maschine starben (siehe auch Airborne-Express-Flug 827).